# أوفيليا مونتيسكو
أوفيليا مونتيسكو (بالإسبانية: Ofelia Montesco) هي ممثلة بيروفية، ولدت في 10 سبتمبر 1936 بإكيتوس في بيرو، وتوفيت في 16 يونيو 1983 بمدينة مكسيكو في المكسيك بسبب سرطان المعدة.

## وصلات خارجية
- أوفيليا مونتيسكو على موقع IMDb (الإنجليزية)
- أوفيليا مونتيسكو على موقع قاعدة بيانات الفيلم (الإنجليزية)